# 雅克·罗曼
雅克·羅曼（法語發音：[ʒak ʁumɛ̃]；1907年6月4日—1944年8月18日），海地作家、社會和政治人物、海地共產黨創始人兼总书记（1934年）、記者和人種學家。

## 生平
罗曼出生在一個貴族家庭。他在歐洲（瑞士、法國、英國、西班牙）接受教育，直到1927年回到祖國，參加反殖民鬥爭。
1928年，他創建海地愛國青年聯盟；1934年，創建海地共產黨。他是著名的馬克思主義宣傳者和抵抗美國佔領海地的參與者。1932年—1934年，從馬克思主義的立場對海地現實問題進行了分析。
他因政治活動而不斷受到騷擾和逮捕（1929年因“新聞罪”被判處一年監禁，1932年因“共謀罪”被捕）。海地共產黨成立幾個月後，被宣佈為非法，他被判處3年監禁，並被總統斯泰尼奥·樊尚驅逐出境。
在國外，他繼續發表尖銳的新聞文章。他先后住在歐洲、美國、馬提尼克和古巴。他在法國共產主義刊物上发表文章。1937年—1939年，在巴黎哥倫比亞大學（紐約）從事人類學和人種學工作。1941年，他回到祖國，在那裡他建立了海地民族學研究所。1942年—1944年，他擔任海地駐墨西哥領事和代辦。
1944年8月18日，因不明原因去世，得年37歲。

## 創作
罗曼早期创作了散文《戰利品與影子》（1930年）和《木偶》（1931年），講述海地知識份子在美國佔領期間的悲劇。《魔法山》（1931年）描繪了村莊滅絕的悲慘畫面。主要著作是小說《露水大師》翻譯成多種語言。他還擔任詩歌（《黑木彙編》，1939年）和海地人種學作品的作者。
罗曼的大部分作品表達了幾個世紀以來一直受到壓迫的人們的沮喪和憤怒。他在寫作中包括了人民群眾，並呼籲貧窮的人民採取行動反對貧困。